# 静岡市立図書館
静岡市立図書館（しずおかしりつとしょかん）は、静岡県静岡市の公共図書館の総称。

## 歴史

### 旧静岡市
1964年（昭和39年）12月、静岡市総合企画審議会において市立図書館を設置することが計画され、1966年（昭和41年）2月の静岡市総合開発計画で図書館建設が決定する。
総事業費を1億2千万円とし、場所を静岡市追手町の旧県立葵文庫跡地に決定。1969年（昭和44年）6月より11月まで改修工事を行った。
これに基づいて、1969年（昭和44年）10月に静岡市図書館条例が静岡市議会によって可決された。同年12月1日に静岡市立図書館が開館した。（一般開放は翌日から）
1981年（昭和56年）には、静岡市立図書館の老朽化が問題視されるようになったことから、移転新築について市教育委員会から承認がおり、1984年（昭和59年）4月15日に閉館。その後旧館の建物は取り壊された。同年7月18日には静岡大学跡地にできた城北公園に静岡市立中央図書館が開館した。
その後旧市内で6館が相次いで開館した。

### 旧清水市

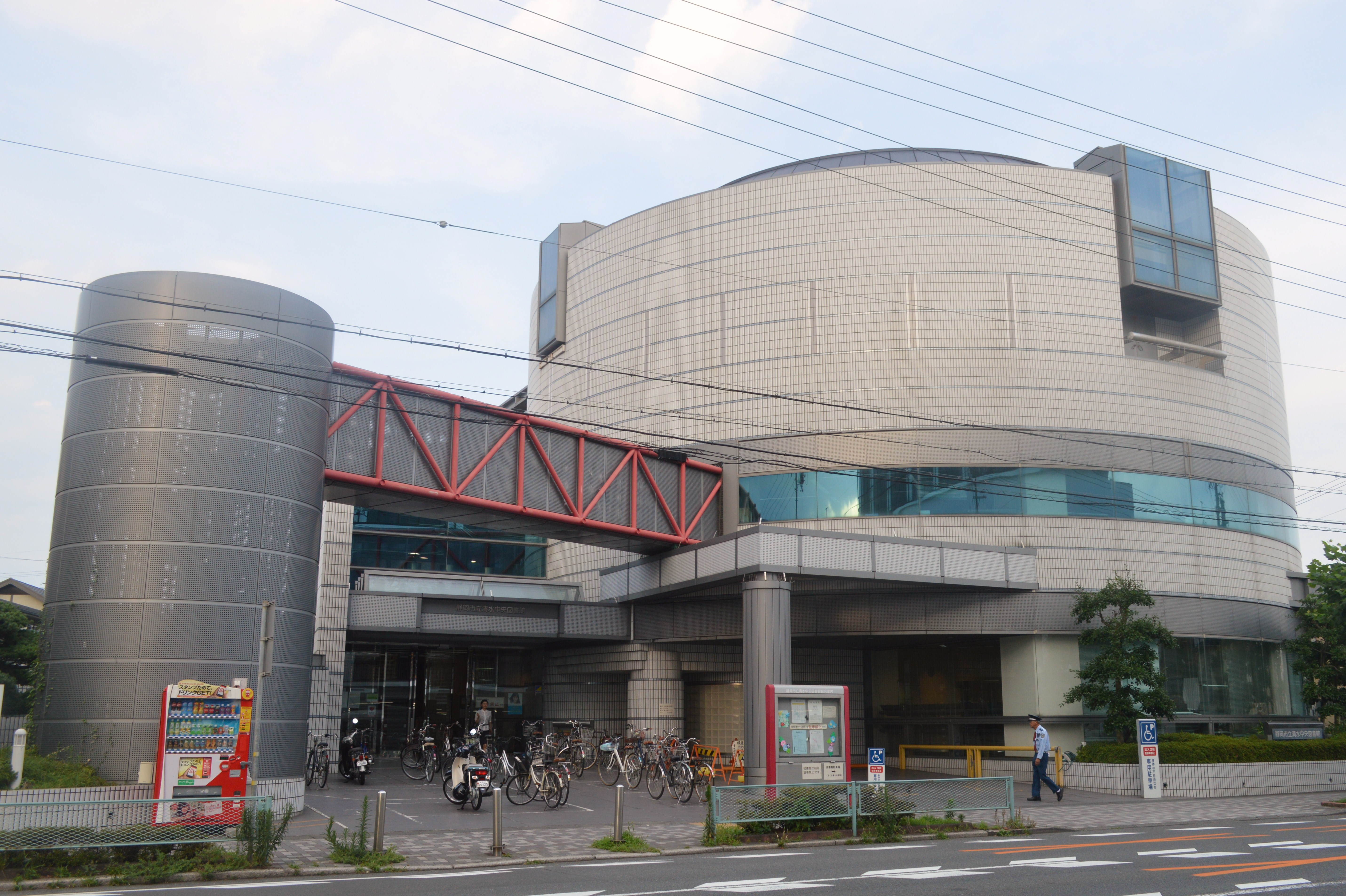
静岡市立清水中央図書館の外観

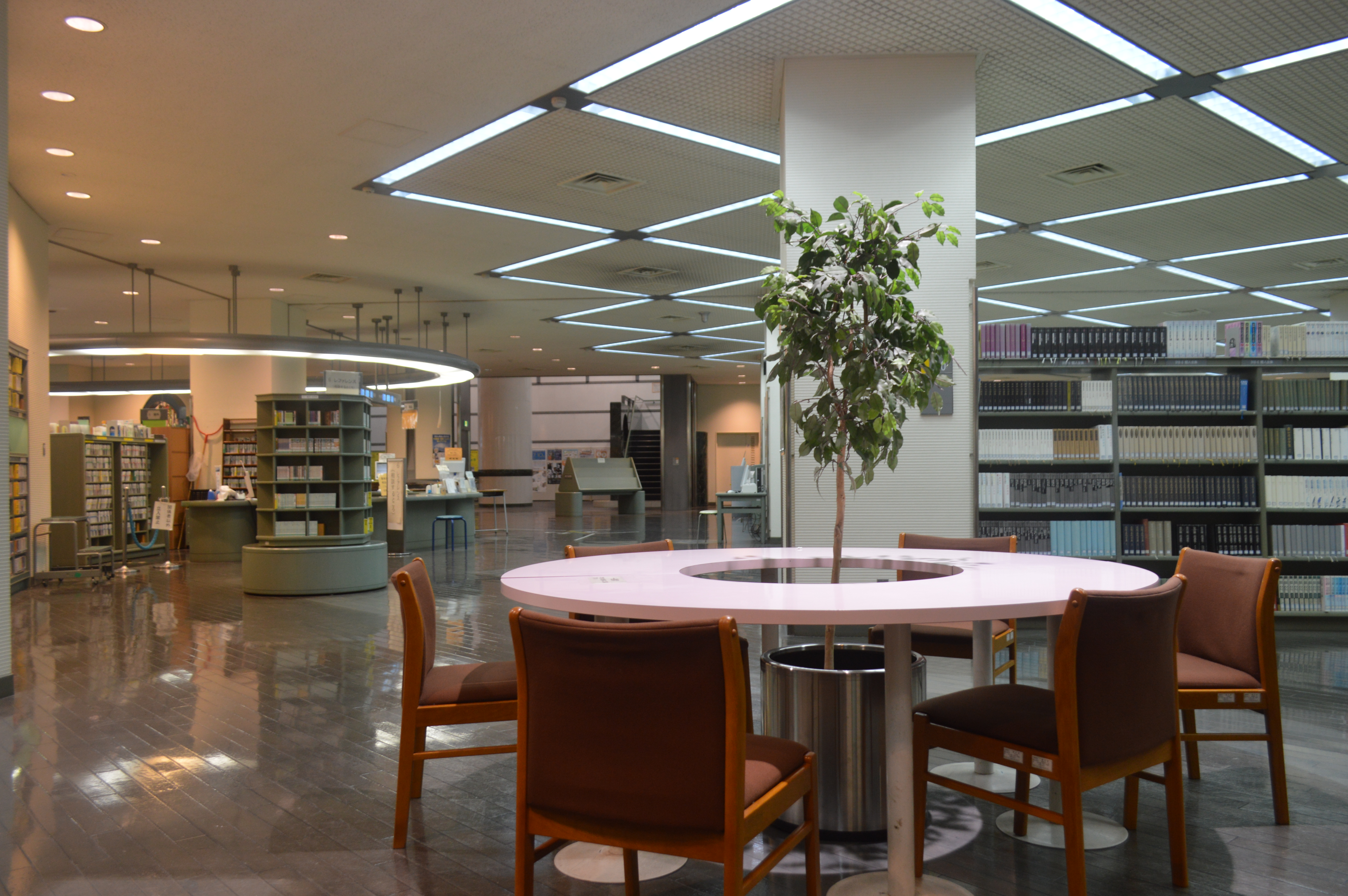
静岡市立清水中央図書館の内部

### 年表
- 1931年9月 - 清水市立図書館、清水市清水本町に開館。
- 1945年7月 - 同館、戦災により全館焼失。
- 1952年3月 - 清水市入江（現・清水区浜田町）に新築移転し開館。
- 1967年10月 - 清水市立図書館、清水市桜ヶ丘町の清水文化センター内に移転。
- 1969年12月 - 静岡市立図書館開館。
- 1971年4月 - 静岡市立図書館に児童室を設置。
- 1979年9月 - 静岡市立図書館による移動図書館「たちあおい」号が運行開始。
- 1984年7月 - 静岡市立図書館、大岩本町に新築移転し、静岡市立中央図書館に改称。電算システムを導入。
- 1984年11月 - 静岡市立中央図書館駿府町ステーション、静岡県教育会館の1階に開設。（1986年7月に廃止）
- 1986年8月 - 追手町図書館、静岡市役所新館低層棟3階に開館。
- 1987年6月 - 静岡市と清水市間に図書館相互利用制度始まる。
- 1988年6月 - 静岡競輪場ライブラリー開館。（団体貸出方式）
- 1989年4月 - 電算システムを更新
- 1989年7月 - 静岡市立藁科図書館開館
- 1992年4月 - 蒲原町立図書館開館
- 1992年7月 - 電算システムを更新。静岡市立南部図書館開館
- 1992年12月 - 清水市立中央図書館開館
- 1993年1月 - 静岡市立南部図書館による移動図書館「はまかぜ」号が運行開始。
- 1996年4月 - 電算システムを更新。静岡市立西奈図書館開館
- 1997年4月 - 静岡市立長田図書館開館
- 2003年4月 - 静岡市と清水市が合併し、新「静岡市」となる。静岡市立中央図書館は「静岡市立静岡中央図書館」に、清水市立中央図書館は「静岡市立清水中央図書館」にそれぞれ改称。
  - 一部の図書館で開館日の増加、閉館時間の延長を実施。
  - 電算システムを更新し、館内端末およびインターネットによる蔵書の検索・予約が可能になる。
- 2003年(平成15年)4月 - 静岡市立北部図書館開館
- 2004年4月 - 静岡市立静岡中央図書館、静岡市立中央図書館に改称。
- 2004年6月 - 静岡市立清水興津図書館開館
- 2004年9月 - 静岡市立追手町図書館が移転。セノバ隣のペガサートビル4階・5階部分に静岡市立御幸町図書館開館
- 2006年3月 - 蒲原町との合併に伴い、蒲原町立図書館を静岡市立蒲原図書館に改称。
- 2006年4月 - 一部の図書館で休館日の変更、開館時間の変更を実施。
- 2006年12月 - 移動図書館を統合・更新し、「ぶっくる」の愛称で運行開始。
- 2008年6月 - 電算システムを統合・更新し、市内全館の全資料が1システムで利用可能となる。携帯サイトからも資料の検索・予約が可能になる。
  - 静岡市立中央図書館麻機分館開館
- 2009年9月 - 静岡市立中央図書館美和分館開館
- 2013年3月 - 電算システムを更新
- 2013年3月 - 富士市立図書館との相互利用開始
- 2019年3月 - 電算システムを更新
- 2019年4月 - 作者の生家の近所に位置する静岡市立清水中央図書館が、さくらももこの漫画・エッセイを多数取り揃えた常設コーナーを設置[4]。

## 図書館一覧

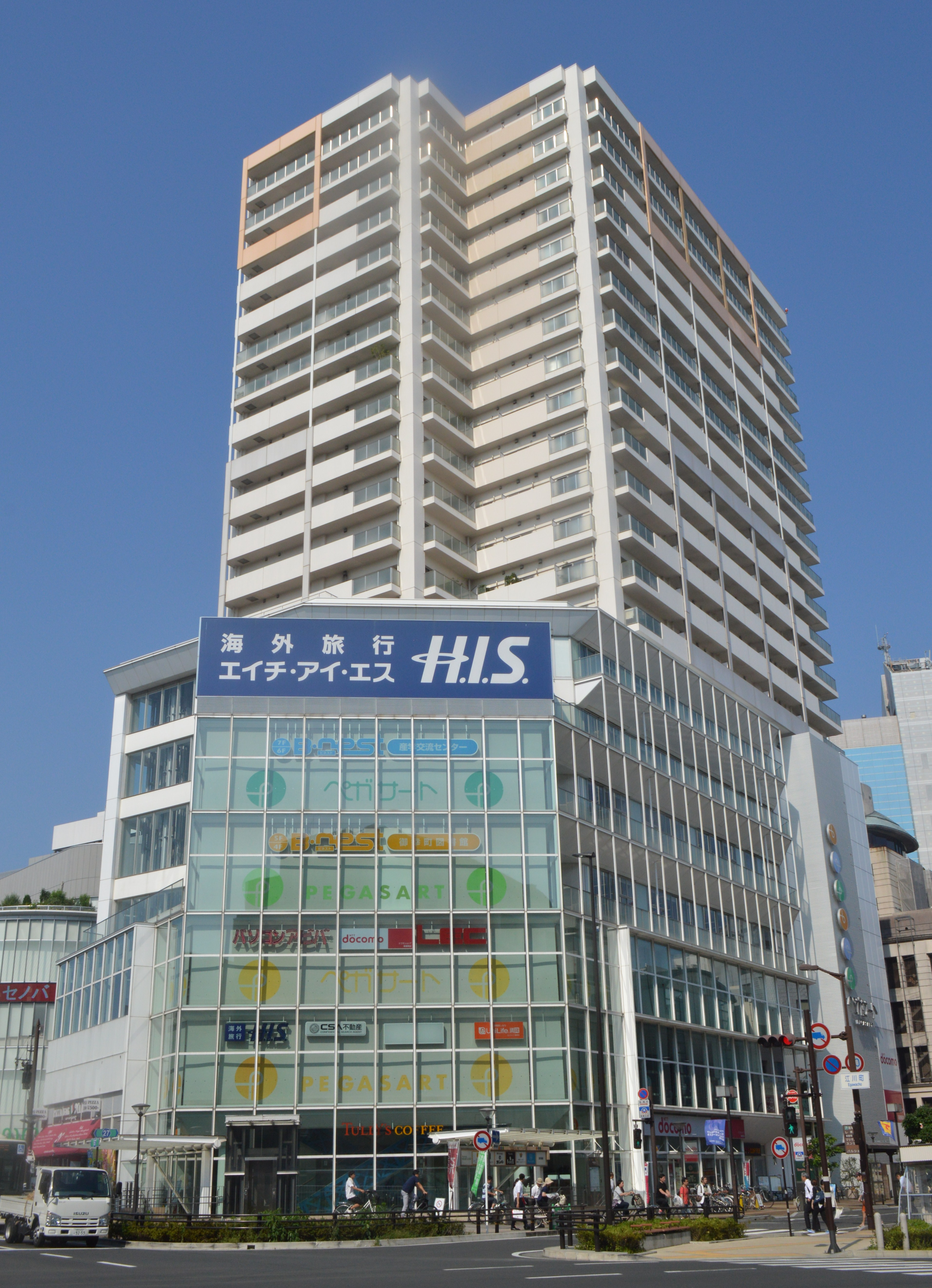
静岡市立御幸町図書館がある「ペガサート」

- 静岡市立中央図書館（葵区大岩本町 北緯34度59分17.7秒 東経138度22分40.9秒）
  - 静岡市立中央図書館麻機分館（葵区有永 北緯35度1分32.7秒 東経138度23分23.6秒）
  - 静岡市立中央図書館美和分館（葵区安倍口団地 北緯35度1分20.3秒 東経138度21分51.9秒）
- 静岡市立御幸町図書館（葵区御幸町 北緯34度58分30秒 東経138度23分10.3秒）
- 静岡市立藁科図書館（葵区羽鳥本町 北緯34度59分1.4秒 東経138度19分43.8秒）
- 静岡市立西奈図書館（葵区瀬名二丁目 北緯35度1分3.2秒 東経138度25分22.1秒）
- 静岡市立北部図書館（葵区与一六丁目 北緯35度1分6.3秒 東経138度22分19.8秒）
- 静岡市立南部図書館（駿河区南八幡町 北緯34度57分46.4秒 東経138度24分5秒）
- 静岡市立長田図書館（駿河区上川原 北緯34度56分45.2秒 東経138度21分56.6秒）
- 静岡市立清水中央図書館（清水区入江岡町 北緯35度0分42.2秒 東経138度28分46.7秒）
- 静岡市立清水興津図書館（清水区興津本町 北緯35度2分50.9秒 東経138度31分4.6秒）
- 静岡市立蒲原図書館（清水区蒲原新田一丁目 北緯35度6分57.8秒 東経138度35分41.3秒）
- 移動図書館（市立中央図書館から車両「ぶっくる」により葵区・駿河区内18か所に週1回ずつ定期的に運行）

- 静岡県の図書館一覧